# Лајош Бохуш
Лајош Бохуш (мађ. Bohus Lajos (Bonyhai); 29. јун 1913) бивши мађарски фудбалер, олимпијац, играо је на позицији везисте. Неко време је користио име Лајош Боњхаи.Учествовао је на фудбалском турниру на Летњим олимпијским играма 1936. године.